# 張人駿

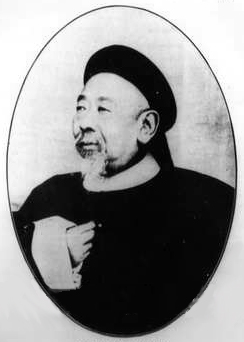

張人駿（1846年2月24日—1927年2月8日），字健庵，改字千里，取“人中骏马，驰骋千里”之意，号安圃，晚号湛存居士，直隶遵化丰润县（今河北省唐山市丰润区）大齐坨村人，中國清朝末年政治人物。

## 生平
同治七年（1868年）进士，任翰林院庶吉士，散館授编修。歷任給事中、監察御史。光緒中葉，任廣西桂平鹽道，歷升廣西、廣東、山東布政使，漕运总督、山东巡抚、廣西巡撫等職。光绪三十三年（1907年）接替岑春煊擔任兩廣總督。宣统元年（1909年）五月，调任两江总督兼南洋大臣。宣统三年（1911年），武昌起义爆发，各省響應，一向仇視革命黨人的張人駿及張勳頑強抵抗，最終未能守住江寧。12月1日，江浙联军攻城时，張人駿坐在篮子里缒下城墙，逃進停泊於下关的日本軍艦，逃往上海，以遺老自居。民國十六年（1927年）在天津逝世，卒年82岁。 遺疏入，頒御書「忠貞清亮」匾額，賜祭一壇，予諡文貞。
歷任陸軍部尚書兼都察院御史，兩江總督，兩廣總督兼管巡撫，兵部侍郎兼都察院右副都御史，河南巡撫兼理提督，山西巡撫兼理提督，廣東巡撫，山東巡撫兼理提督，漕運總督，山東布政使，廣東布政使，廣東按察使，廣西桂平梧鹽法道，截取記以繁缺道員用，戶科給事中，掌廣西道監察御史，湖廣道監察御史，江南道監察御史，翰林院編修，庶吉士；歷署山西巡撫兼理提督，廣東布政使，廣西布政使，廣西按察使，兵科給事中，吏科給事中，掌四川道監察御史，山東道監察御史；歷充南洋大臣，會辦鹽務大臣，南洋勸業會正會長，暫管粵海關稅務；光緒癸卯補行辛丑、壬寅恩正併科會試知貢舉，癸卯科河南鄉試監臨，丙戍科會試同考官，壬午科四川鄉試副考官，國史館協修。

## 家庭
張人駿是晚清名臣張佩綸的堂侄，其子娶袁世凯长女为妻。女兒張允淑嫁王懿榮長子王崇燕，崇燕早亡，庚子年張允淑與王懿榮及夫人謝氏一起投井殉國。其堂侄女爲著名作家張愛玲。

## 延伸閱讀
[在维基数据编辑]
 在维基文库阅读此作者作品（ 在维基共享资源阅览影像）

## 外部連結
- 近代先进文化前行者张人骏 新華網河北頻道

| 官衔          | 官衔                                                                           | 官衔          |
| ------------- | ------------------------------------------------------------------------------ | ------------- |
| 前任： 岑春煊 | 兩廣總督 光緒三十三年－宣統元年五月己未 （1907年8月12日－1909年6月28日）       | 繼任： 袁樹勛 |
| 前任： 樊增祥 | 兩江總督 宣统元年五月己未－宣统三年十二月戊戌 （1909年6月28日－1912年1月23日） | 繼任： 張勳   |